# نوکیا ۶۷۱۰ نویگیتور
نوکیا ۶۷۱۰ نویگیتور یک‌نمونه از گوشی‌های تلفن همراه سری ۶۰۰۰ شرکت نوکیا می‌باشد که توسط همین شرکت به بازار عرضه شده‌است.